# Cá heo sông Trường Giang
Cá heo sông Trường Giang hay còn được gọi là Nữ thần sông Trường Giang (giản thể: 长江女神; phồn thể: 長江女神; bính âm: Cháng Jiāng nǚshén; danh pháp hai phần: Lipotes vexillifer) hay Cá heo vây trắng là một loài cá heo sông đặc hữu, được phân bố tại khu vực hạ lưu sông Trường Giang, Trung Quốc.
Quần thể loài này giảm mạnh trong thời kỳ công nghiệp hoá ở Trung Quốc và việc sử dụng sông quá mức trong việc đánh bắt cá, giao thông thủy, và thủy điện. Đã có nhiều nỗ lực để bảo tồn loài này nhưng cuộc thám hiểm cuối năm 2006 đã không tìm thấy cá thể nào trên sông. Nên loài này đã được tuyên bố là tuyệt chủng, nên nó được xem là loài động vật có vú đầu tiên trở nên tuyệt chủng đầu tiên kể từ khi Sư tử biển Nhật Bản và Monachus tropicalis tuyệt chủng vào thập niên 1950. Đây cũng là loài trong bộ Cá voi tuyệt chủng được nghiên cứu kỹ chịu tác động trực tiếp từ con người.
Vào tháng 8 năm 2007, một người đàn ông Trung Quốc đã ghi nhận được hình ảnh loài động vật màu trắng lớn bơi trên sông Trường Giang. Mặc dù được dự kiến xác nhận loài động vật trên video có thể là một con baiji, sự xuất hiện chỉ có một hoặc một vài loài thí, đặc biệt là thời đại công nghệ, cũng không đủ để cứu loài tuyệt chủng một phần này khỏi sự tuyệt chủng thật sự. Cá thể baiji cuối cùng có tên là Qiqi (淇淇) đã chết năm 2002.
Vào ngày 10 tháng 5 năm 2021, hai con cá heo sông Trường Giang đã được nhìn thấy tại đoạn Nghi Xương của sông Trường Giang, tỉnh Hồ Bắc, miền trung Trung Quốc.

## Hình ảnh

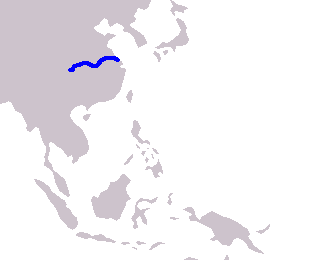